# Géberjén
Géberjén ist eine ungarische Gemeinde im Kreis Mátészalka im Komitat Szabolcs-Szatmár-Bereg.

## Geografische Lage
Géberjén liegt an einem toten Arm des Flusses Szamos, ungefähr 14 Kilometer östlich der Stadt Mátészalka. Im Gemeindegebiet befindet sich eine ca. 45 ha große Enklave von Győrtelek.

## Sehenswürdigkeiten
- Landhaus Jékey (Jékey kúria), erbaut zu Beginn des 19. Jahrhunderts
- Naturlehrpfad (Sulyom tanösvény)
- Reformierte Kirche, erbaut in den 1880er Jahren

## Verkehr
Géberjén ist nur über die Nebenstraße Nr. 41122 zu erreichen. Der nächstgelegene Bahnhof befindet sich zwei Kilometer südwestlich in Győrtelek.